# Unterseeboot 994
L'Unterseeboot 994 ou U-994 est un sous-marin allemand (U-Boot) de type VIIC utilisé par la Kriegsmarine pendant la Seconde Guerre mondiale.
Le sous-marin fut commandé le 25 mai 1941 à Hambourg (Blohm + Voss), sa quille fut posée le 14 novembre 1942, il fut lancé le 8 juillet 1943 et mis en service le 2 septembre 1943, sous le commandement du Leutnant zur See Wolf Ackermann.
L'U-994 n'endommagea ou ne coula aucun navire au cours de l'unique patrouille (32 jours en mer) qu'il effectua.
Il capitule à Trondheim en mai 1945 et coule en décembre 1945.

## Conception
Unterseeboot type VII, l'U-994 avait un déplacement de 769 tonnes en surface et 871 tonnes en plongée. Il avait une longueur totale de 67,10 m, un maître-bau de 6,20 m, une hauteur de 9,60 m et un tirant d'eau de 4,74 m. Le sous-marin était propulsé par deux hélices de 1,23 m, deux moteurs diesel Germaniawerft M6V 40/46 de 6 cylindres en ligne de 1 400 cv à 470 tr/min, produisant un total de 2 060 à 2 350 kW en surface et de deux moteurs électriques Brown, Boveri & Cie GG UB 720/8 de 375 cv à 295 tr/min, produisant un total 550 kW, en plongée. Le sous-marin avait une vitesse en surface de 17,7 nœuds (32,8 km/h) et une vitesse de 7,6 nœuds (14,1 km/h) en plongée. Immergé, il avait un rayon d'action de 80 milles marins (150 km) à 4 nœuds (7,4 km/h; 4,6 milles par heure) et pouvait atteindre une profondeur de 230 m. En surface son rayon d'action était de 8 500 milles nautiques (soit 15 700 km) à 10 nœuds (19 km/h).
L'U-994 était équipé de cinq tubes lance-torpilles de 53,3 cm (quatre montés à l'avant et un à l'arrière) et embarquait quatorze torpilles. Il était équipé d'un canon de 8,8 cm SK C/35 (220 coups), d'un canon antiaérien de 20 mm Flak et d'un canon 37 mm Flak M/42 qui tire à 15 350 mètres avec une cadence théorique de 50 coups par minute. Il pouvait transporter 26 mines TMA ou 39 mines TMB. Son équipage comprenait 4 officiers et 40 à 56 sous-mariniers.

## Historique
Il passe son temps d'entraînement initial à la 5. Unterseebootsflottille jusqu'au 31 mai 1944, il rejoint son unité de combat dans la 7. Unterseebootsflottille, dans la 11. Unterseebootsflottille puis dans la 13. Unterseebootsflottille à partir du 5 novembre 1944.
Sa première patrouille est précédée d'un court trajet de Kiel à Marviken. Elle commence le 24 juin 1944 au départ de Marviken pour les côtes norvégienne. Le 17 juillet 1944, alors en mer du Nord, l'U-994 est attaqué par un avion chasseur Mosquito norvégien du No. 333 Squadron RAF (en). L'U-994 est contraint d'abandonner la patrouille en raison des dommages subis, cinq hommes d'équipage sont blessés. Arrivé à Bergen le même jour, le submersible ne fera plus aucune patrouille.
L'U-994 se rend aux forces alliées le 9 mai 1945 à Trondheim.
Le 29 mai 1945, il est transféré au point de rassemblement de Loch Ryan en vue de l'opération alliée de destruction massive de la flotte d'U-Boote de la Kriegsmarine.
L'U-994 coule pendant son remorquage par le HMS Prosperous le 5 décembre 1945, à la position géographique 55° 50′ N, 8° 30′ O.

## Affectations
- 5. Unterseebootsflottille du 2 septembre 1943 au 31 mai 1944 (Période de formation).
- 7. Unterseebootsflottille du 1er juin 1944 au 5 juillet 1944 (Unité combattante).
- 5. Unterseebootsflottille du 6 juillet 1944 au 31 juillet 1944 (Période de formation).
- 11. Unterseebootsflottille du 1er août 1944 au 4 novembre 1944 (Unité combattante).
- 13. Unterseebootsflottille du 5 novembre 1944 au 8 mai 1945 (Unité combattante).

## Commandement
- Oberleutnant zur See Wolf Ackermann du 2 septembre 1943 au 31 mars 1944.
- Oberleutnant zur See Volker Melzer du 1er avril 1944 au 9 mai 1945.

## Patrouilles
|       | Commandant          | Départ          | Départ   | Arrivée         | Arrivée  | Jours    | Succès |
| ----- | ------------------- | --------------- | -------- | --------------- | -------- | -------- | ------ |
|       | Oblt. Volker Melzer | 22 juin 1944    | Kiel     | 24 juin 1944    | Marviken | 3 jours  |        |
| 1     | Oblt. Volker Melzer | 24 juin 1944    | Marviken | 17 juillet 1944 | Bergen   | 24 jours |        |
|       | Oblt. Volker Melzer | 24 juillet 1944 | Bergen   | 28 juillet 1944 | Vallöy   | 5 jours  |        |
| Total | Total               | Total           | Total    | Total           | Total    | 32 jours | 0 t    |

Note : Oblt. = Oberleutnant zur See